# Urtak
Urtak (elamitisch wahrscheinlich Urtagu) war ein elamitischer König, der von ca. 675 bis 664 v. Chr. regierte. Er war der Bruder seines Vorgängers Humban-Haltaš II. Urtak und seine Regierungszeit sind nur aus babylonischen und assyrischen Chroniken bekannt.
Am Beginn seiner Regierungszeit gab es einen Vertrag zwischen den Assyrern unter Aššur-ahhe-iddina und den Elamitern, in deren Verlauf die Elamiter einige Kultbilder, die sie in früheren Feldzügen erbeutet hatten, zurückgaben. In den folgenden Jahren kam es zu einer Hungersnot in Elam, worauf der assyrische König Aššur-bani-apli Getreide nach Elam lieferte. Flüchtlinge aus Elam durften so lange in Assyrien siedeln, bis es dort zu besseren Ernten kommen sollte. Trotz dieser guten Beziehungen griff Urtak im Jahr 664 v. Chr. Babylonien an, wurde jedoch von dem Heer Aššur-bani-aplis geschlagen, worauf auch Urtak im selben Jahr starb.
| Vorgänger         | Amt                        | Nachfolger             |
| ----------------- | -------------------------- | ---------------------- |
| Humban-Haltaš II. | König von Elam Spätes Elam | Tempti-Huban-Inšušinak |